# Kumme (Gefäß)

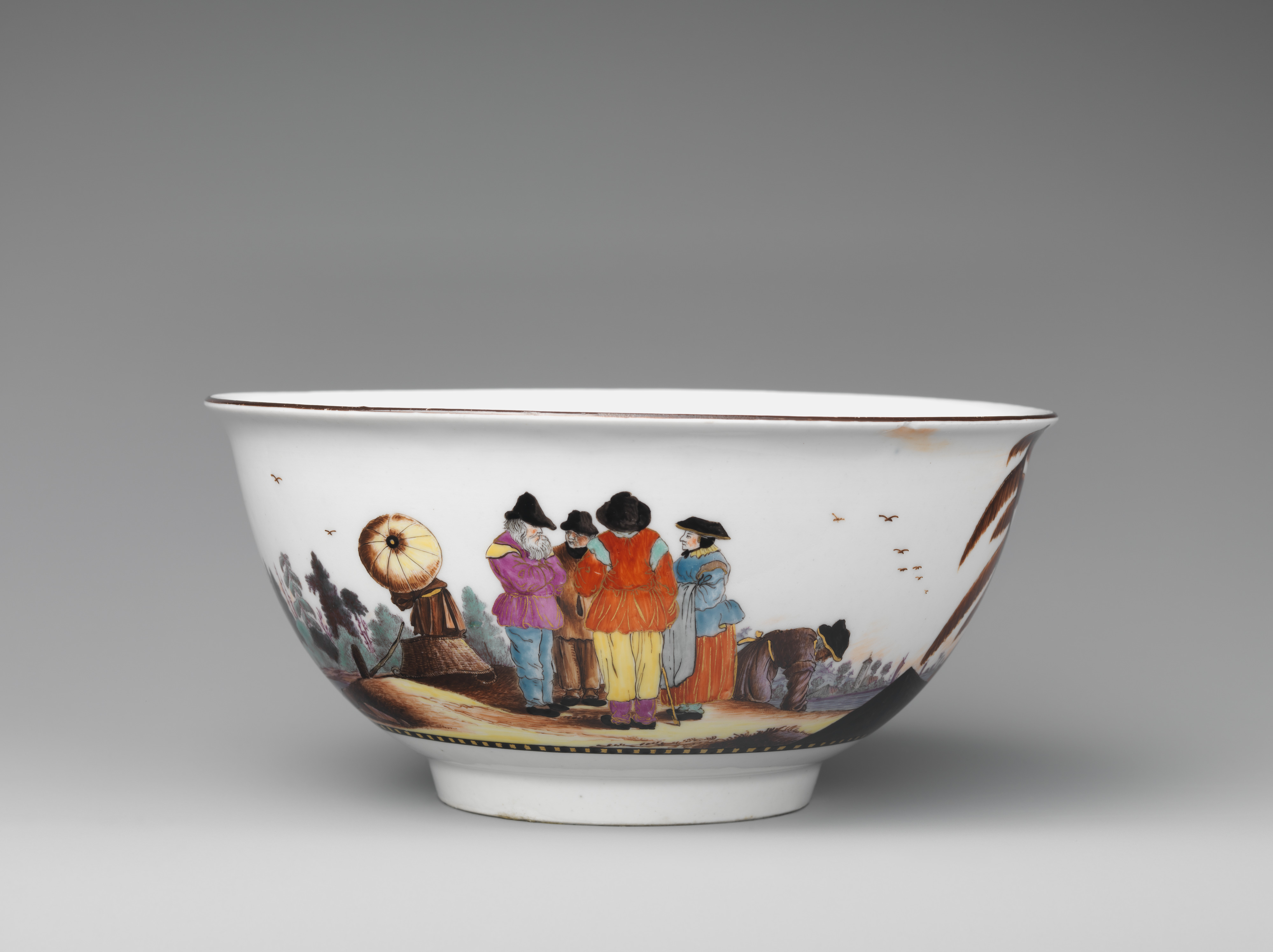
Kumme aus Meißener Porzellan, um 1735

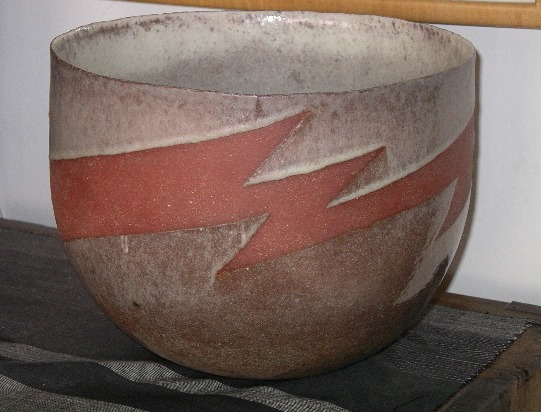
Moderne Kumme, Maria Baumgartner (1982)

Als Kumme (auch Kumm), f. pl: Kummen wird in Norddeutschland ein henkelloses Gefäß mittlerer Größe aus Holz oder Keramik bezeichnet. Das Wort ist im Mittelniederdeutschen belegt und bedeutet ein „rundes, tiefes Gefäß“ oder eine „tiefe, runde Schüssel, Holzschüssel“ bzw. „tiefe Schale, Schüssel“, mnd. auch „Schale, Bottich“.
Im 18. Jahrhundert gehörte die Kumme zum klassischen Tee- und Frühstücksservice an europäischen Höfen. Der damals kostbare Tee wurde aus kleinen henkellosen Koppchen getrunken und anschließend die Teeblätter in der Kumme ausgespült. Die Kummen wurden besonders in der ersten Hälfte des 18. Jahrhunderts bevorzugt mit Chinoiserien verziert.